# Jean-Patrick Nduwimana
Jean-Patrick Nduwimana, född 9 maj 1978, är en friidrottare från Burundi. Han deltog vid olympiska sommarspelen 2000.